# Acantholeberis curvirostris
Acantholeberis curvirostris är en kräftdjursart som först beskrevs av Otto Friedrich Müller 1776.  Acantholeberis curvirostris ingår i släktet Acantholeberis och familjen Macrothricidae. Inga underarter finns listade i Catalogue of Life.